# アルバロ・デ・バサン (フリゲート)
アルバロ・デ・バサン（スペイン語：Álvaro de Bazán F-101）は、スペイン海軍のフリゲート。アルバロ・デ・バサン級フリゲートの1番艦。艦名はサンタ・クルス侯爵アルバロ・デ・バサンに由来する。

## 艦歴
「アルバロ・デ・バサン」は、イージスシステム搭載型フリゲートとしてイサルフェロル造船所で建造され、2000年10月31日進水、2002年9月19日に就役した。
2003年夏、本艦は2ヶ月間に渡りアメリカの各港を訪問した、その際にアーレイ・バーク級ミサイル駆逐艦「DDG-87 メイソン」とともに15日間にわたり共同でのミサイル発射試験を実施した。
2005年5月から7月にかけてアメリカ海軍の空母戦闘群（現 空母打撃群）と共同行動をとるためにアメリカに派遣されて事前完熟訓練を実施、2005年後半にペルシャ湾で「CVN-71 セオドア・ルーズベルト」戦闘群の一部として展開された。
2007年3月、世界一周航海の途中でオーストラリアを訪問した。これはオーストラリア海軍が計画していた3隻の新造艦の契約成立の為のデモンストレーションも兼ねていた。